# Office de sécurité sociale d'Outre-mer
L'Office de sécurité sociale d'Outre-mer ou en abrégé OSSOM était un organisme de l'État belge régit par la loi du 17 juillet 1963 qui avait pour mission d'assurer la sécurité sociale des personnes qui travaillaient en dehors de l'Espace économique européen et de la Suisse.
Ces missions ont été reprises, à la suite d'une fusion, par la D.G. VII Sécurité Sociale d'Outre-Mer de l'Office National de Sécurité Sociale (O.N.S.S.).
Cette direction générale couvre les principaux secteurs de la sécurité sociale appliqués en Belgique:
- pensions
- maladie-invalidité-maternité
- soins de santé
- accidents du travail
- accidents de la vie privée